# Helge Østerberg
Helge Ejner Willemoes Østerberg var en autodidakt dansk keramiker der levede fra den 8. april 1905 til den 8. april 1982. 
Man kan kendes hans større produkter på at de alle havde et stort indgraveret Ø i bunden. Han etablerede værksted i 1943 i Virum og blev hurtigt en anerkendt keramiker som flere gange udstillede på Charlottenborg samt Kunsthåndværkets Forårsudstilling. I en årrække var han desuden fast repræsenteret på Den Permanente og i Det danske Hus i Paris. Produktionen var alsidig og spændte over godkendte små turistsouvenirs til større dyr, skåle, vaser, lamper og skulpturer. Ikke mindst havde han stor interesse for unika. Hans arbejder har været udstillet i udlandet og er blevet solgt over det meste af verden. Han måtte stoppe produktionen omkring 1970 som følge af svigtende syn. 
Hans hustru, Gurli Østerberg, var ikke selv udøvende kunstner, men deltog i produktionen på det praktiske plan.